# Собраниски канал
МРТ Собраниски Канал — третий телеканал Македонского радио и телевидения. Ведёт прямые трансляции из Собрания Республики Северной Македонии.

## История
Основан под именем 3 канал 7 января 1991. Трансляция на 3 канале велась пять дней в неделю по четыре часа в день в прямом эфире. Впервые на телевидении Республики Македонии появилась прямая линия с телезрителями: те могли дозвониться во время трансляции передачи и поговорить с гостями в студии. Позднее Третий канал стал транслироваться через спутник: по каналу велись прямые трансляции из здания Собрания Республики Македонии. Изначально трансляция велась только для жителей Скопье. Позднее в других городах Северной Македонии были установлены передатчики для вещания в десяти крупных городах Северной Македонии, а вскоре стали предприниматься первые меры по улучшению передатчиков для возможности трансляции Канала во всех региональных телецентрах. Некоторое время канал носил название Третья программа Македонского радио и телевидения (макед. Трета Програма на Македонската радиотелевизија).
В наши дни канал называется официально Канал собрания (макед. Собраниски канал) и ведёт прямые трансляции с заседаний Собрания Республики Северной Македонии.